# Sonny Stitt
Pour les articles homonymes, voir Stitt.
Edward « Sonny » Stitt, né le 2 février 1924 à Boston et mort le 22 juillet 1982 à Washington DC, est un saxophoniste et compositeur de jazz américain de style bebop.
Très prolifique, il a enregistré plus de 100 albums dans sa vie. Il a été surnommé le "Loup solitaire"  par le critique de jazz Dan Morgenstern en raison de ses nombreuses tournées et de sa dévotion au jazz[pas clair].

## Vie et œuvre
Stitt est né à Boston dans le Massachusetts et a grandi à Saginaw dans le Michigan. Stitt était d'une famille de musiciens : son père enseignait la musique, son frère était pianiste classique et sa mère professeur de piano. Stitt a certes joué dans des orchestres swing mais aussi et surtout dans des orchestres bebop. Il faisait notamment partie du big band de Tiny Bradshaw au début des années 1940.
De 1945 à 1949, Stitt jouait du saxophone alto dans le big band de Billy Eckstine aux côtés de futurs pionniers du bebop comme Dexter Gordon et Gene Ammons. C'est alors qu'il commença à jouer du saxophone ténor plus fréquemment. Plus tard, il se produira notamment avec Gene Ammons et Bud Powell. De 1948 à 1949, Stitt a purgé une peine à la prison de Lexington pour trafic de drogue.
Lorsqu'il jouait du saxophone ténor, Stitt semblait se libérer des critiques selon lesquelles il singeait le style du génie Charlie Parker. Quand le saxophoniste alto Gene Quill fut accusé par un journaliste de jazz de trop jouer comme Parker, il répliqua : « Toi, essaie donc de l'imiter ! ».
Stitt a toujours eu un son original au ténor, immédiatement identifiable. Dans les années 1950, il joua avec le pianiste bebop Bud Powell et le saxophoniste ténor Eddie "Lockjaw" Davis et enregistra plusieurs albums pour le label émergeant Prestige Records et aussi pour Argo, Verve et Roost. On estime généralement que le jeu de Stitt est à son apogée sur ces enregistrements aujourd'hui rares. À la fin des années 1950, Stitt a expérimenté le jazz afro-cubain et on peut en écouter le fruit sur les enregistrements pour Roost et Verve sur lesquels il est associé avec Thad Jones et Chick Corea pour des interprétations latines de standards comme Autumn Leaves.
Stitt a rejoint Miles Davis brièvement en 1960 et on peut l'entendre  avec le quintet de 1960  sur les disques Live at Stockholm et En concert avec Europe 1 à l'Olympia à Paris, avec Wynton Kelly, Jimmy Cobb et Paul Chambers. Cependant, Miles fut contraint de le remercier en raison de son alcoolisme et le remplaça par le saxophoniste ténor Hank Mobley.
Puis Stitt rendit hommage à Charlie Parker sur l'album "Stitt Plays Bird" avec Jim Hall à la guitare. Stitt a enregistré nombre de disques mémorables avec son ami le saxophoniste Gene Ammons. Ces enregistrements sont souvent considérés comme les meilleurs à la fois d'Ammons et de Stitt. La collaboration  Ammons/Stitt sous cette forme à deux ténors  est d'ailleurs une des meilleures de l'histoire du jazz, comparable à celles de Zoot Sims et Al Cohn et de Johnny Griffin avec Eddie "Lockjaw" Davis. Puis Stitt s'est tourné vers le jazz soul et a enregistré avec le saxophoniste ténor Booker Ervin sur l'album Soul People en 1964. Stitt a aussi enregistré dans les années 1960 avec le ténor fétiche de Duke Ellington, Paul Gonsalves.
Dans les années  1970, Stitt a quelque peu ralenti sa production mais en 1972, il a tout de même produit un autre classique Tune Up, qui est encore aujourd'hui considéré par beaucoup de critiques de jazz tels Scott Yanow comme sa quintessence. Stitt a été l'un des premiers musiciens de jazz à expérimenter un saxophone électrique (l'instrument était appelé à l'époque un Varitone), comme on peut l'entendre sur l'album Just The Way It Was - Live At The Left Bank, enregistré en 1971 et publié seulement en 2000.

## Discographie

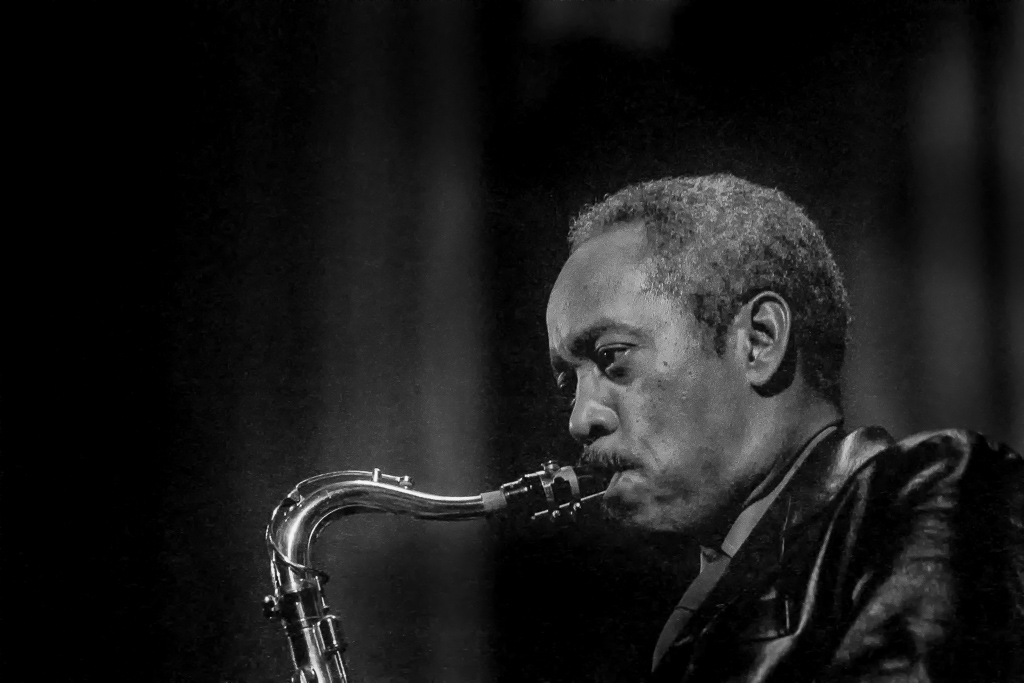
Sonny Stitt en 1971.

### Enregistré dans les années 1950
- 1949-50 : Sonny Stitt/Bud Powell/J. J. Johnson (en) (Prestige, sorti en 1957)
- 1950 : Stitt's Bits (en) (Prestige, sorti en 1958)
- 1950-52 : Kaleidoscope (en) (Prestige, sorti en 1957)
- 1953 : Sonny Stitt Playing Arrangements from the Pen of Johnny Richards (Roost)
- 1954 : Jazz at the Hi-Hat (en) (Roost, sorti en 1955)
- 1954 : The Battle of Birdland (en), avec Eddie Davis (Roost, sorti en 1955)
- 1955 : Sonny Stitt Plays Arrangements from the Pen of Quincy Jones (en), avec Quincy Jones (Roost, sorti en 1956)
- 1955 : Sonny Stitt Plays (en) (Roost, sorti en 1956)
- 1956 : New York Jazz (en) (Verve)
- 1956 : For Musicians Only (en), avec Dizzy Gillespie et Stan Getz (Verve, sorti en 1956)
- 1957 : 37 Minutes and 48 Seconds with Sonny Stitt (en) (Roost)
- 1957 : Personal Appearance (en) (Verve)
- 1957 : Sonny Stitt with the New Yorkers (en) (Roost)
- 1957 : Only the Blues (en) (Verve)
- 1957 : Sonny Side Up, avec Dizzy Gillespie et Sonny Rollins (Verve, sorti en 1959)
- 1958 : The Saxophones of Sonny Stitt (en) (Roost, sorti en 1959)
- 1958 : Sonny Stitt (en) (Argo)
- 1958 : Burnin' (en) (Argo, sorti en 1960)
- 1959 : The Hard Swing (en) (Verve)
- 1959 : Sonny Stitt Plays Jimmy Giuffre Arrangements (en), avec Jimmy Giuffre (Verve)
- 1959 : A Little Bit of Stitt (en) (Roost)
- 1959 : Sonny Stitt Sits in with the Oscar Peterson Trio (en), avec Oscar Peterson (Verve)
- 1959 : The Sonny Side of Stitt (en) (Roost, sorti en 1960)
- 1959 : Sonny Stitt Blows the Blues (en) (Verve, sorti en 1960)
- 1959 : Saxophone Supremacy (en) (Verve, sorti en 1961)
- 1959 : Sonny Stitt Swings the Most (en) (Verve, sorti en 1960)

### Enregistré dans les années 1960
- 1960 : Stittsville (en) (Roost)
- 1960 : Previously Unreleased Recordings (en) (Verve, sorti en 1973)
- 1960 : Sonny Side Up (en) (Roost, sorti en 1961)
- 1960-62 : Stitt in Orbit (en) (Roost)
- 1961 : The Sensual Sound of Sonny Stitt (en) (Verve)
- 1961 : Sonny Stitt at the D. J. Lounge (en) (Argo)
- 1961 : Dig Him! (en) (Argo)
- 1961 : Boss Tenors (en), avec Gene Ammons (Verve)
- 1962 : Stitt Meets Brother Jack (en), avec Jack McDuff (Prestige)
- 1962 : Boss Tenors in Orbit! (en), avec Gene Ammons (Verve)
- 1962 : Soul Summit (en), avec Gene Ammons et Jack McDuff (Prestige)
- 1922 : Feelin's (en) (Roost)
- 1962 : Low Flame (en) (Jazzland)
- 1962 : Sonny Stitt & the Top Brass (en) (Atlantic, sorti en 1963)
- 1962 : Rearin' Back (en) (Argo)
- 1963 : Stitt Plays Bird (en) (Atlantic, sorti en 1964)
- 1963 : My Mother's Eyes (en) (Pacific Jazz)
- 1963 : Move on Over (en) (Argo)
- 1963 : Now! (en) (Impulse!)
- 1963 : Salt and Pepper (en) (Impulse!, sorti en 1964)
- 1963 : Soul Shack (en) (Prestige)
- 1963 : Stitt Goes Latin (en) (Roost)
- 1963 : Primitivo Soul! (en) (Prestige, sorti en 1964)
- 1964 : My Main Man (en) (Argo)
- 1964 : Shangri-La (en) (Prestige)
- 1964 : Soul People (en) (Prestige, sorti en 1965)
- 1965 : Inter-Action (en) (Cadet)
- 1965 : Broadway Soul (en) (Colpix)
- 1965 : Sax Expressions (en) (Roost)
- 1965 : Sonny Stitt / Live at Ronnie Scott's (en) (Ronnie Scott's Jazz House)
- 1965 : The Matadors Meet the Bull (en) (Roulette)
- 1965 : Pow! (en) (Prestige, sorti en 1967)
- 1965 : Night Crawler (en) (Prestige, sorti en 1966)
- 1966 : Soul in the Night (en) (Cadet)
- 1966 : What's New!!! (en) (Roulette)
- 1966 : I Keep Comin' Back! (en) (Roulette)
- 1966 : Deuces Wild (en) (Atlantic, sorti en 1967)
- 1967 : Parallel-a-Stitt (en) (Roulette)
- 1968 : Made for Each Other (en) (Delmark, sorti en 1972)
- 1968 : Soul Electricity! (en) (Prestige)
- 1968 : Little Green Apples (en) (Solid State, sorti en 1969)
- 1969 : Come Hither (en) (Solid State)
- 1969 : It's Magic (en) (Delmark, sorti en 2005)
- 1969 : Night Letter (en) (Pestige)

### Enregistré dans les années 1970
- 1971 : Turn It On! (en) (Pestige)
- 1971 : You Talk That Talk! (en) (Pestige)
- 1971 : Black Vibrations (en) (Pestige)
- 1971 : Just the Way It Was (Hyena)
- 1972 : Tune-Up! (en) (Cobblestone)
- 1972 : Goin' Down Slow (en) (Pestige)
- 1972 : Constellation (en) (Cobblestone)
- 1972 : So Doggone Good (en) (Pestige, sorti en 1973)
- 1972 : 12! (en) (Muse, sorti en 1973)
- 1973 : Mr. Bojangles (en) (Cadet)
- 1973 : The Champ (en)  (Muse, sorti en 1974)
- 1973 : God Bless Jug and Sonny (en), avec Gene Ammons (Pestige, sorti en 2001)
- 1973 : Left Bank Encores (en), avec Gene Ammons (Pestige, sorti en 2002)
- 1973 : Together Again for the Last Time (en), avec Gene Ammons (Pestige, sorti en 1976)
- 1974 : Satan (en) (Cadet)
- 1975 : Never Can Say Goodbye (Cadet)
- 1975 : Mellow (en) (Muse)
- 1975 : Dumpy Mama (en) (RCA/Flying Dutchman)
- 1975 : My Buddy: Sonny Stitt Plays for Gene Ammons (en) (Muse, sorti en 1976)
- 1975 : Blues for Duke (en) (Muse, sorti en 1978)
- 1976 : Stomp Off Let's Go (en) (Flying Dutchman)
- 1976 : Forecast: Sonny & Red (en), avec Red Holloway (en) (Catalyst)
- 1976 : I Remember Bird (en) (Catalyst, sorti en 1977)
- 1977 : Sonny Stitt with Strings: A Tribute to Duke Ellington (en) (Catalyst)
- 1978 : The Sonny Stitt Quintet (Finite)
- 1978 : Sonny Stitt Meets Sadik Hakim (Progressive)

### Enregistré dans les années 1980
- 1980 : Groovin' High (Atlas)
- 1980 : Atlas Blues "Blow & Ballad" (Atlas)
- 1980 : Sonny's Back (Muse)
- 1981 : In Style (en) (Muse, sorti en 1982)
- 1981 : Sonny, Sweets and Jaws: Live at Bubbas, avec Harry Edison et Eddie Davis (Who's Who in Jazz)
- 1981 : Just in Case You Forgot How Bad He Really Was (32 Jazz)
- 1983 : The Last Stitt Sessions (Muse)
- 1988 : Sonny Stitt Featuring Howard McGhee (Jazz Life)